# Cultura capulí

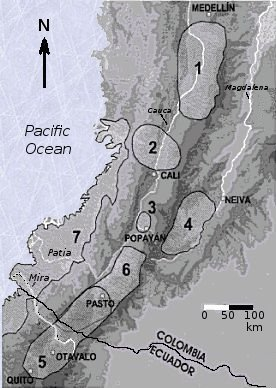
Culturas precolombinas del suroccidente colombiano y el norte de Ecuador. La cultura Capulí es la número 6.

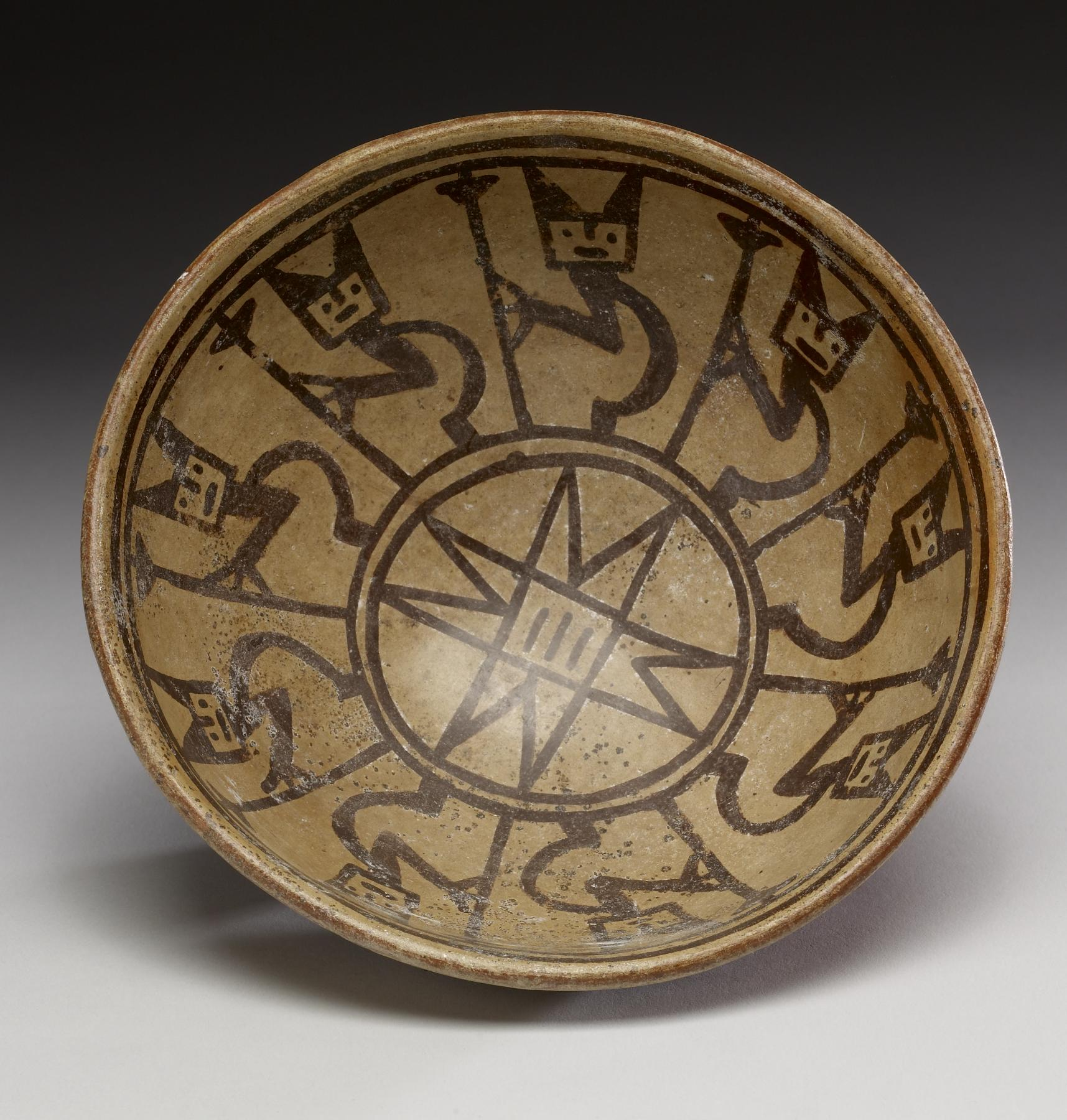
Plato de la cultura Capulí adornado con motivos animales.

La cultura capulí (también llamada cultura nariño) es una cultura arqueológica ubicada hacia el siglo VII en el altiplano andino en la frontera entre Colombia y Ecuador, en los actuales departamento de Nariño y la provincia de Carchi, respectivamente. Esta cultura que enterró a sus caciques en tumbas con profundidades de  30 o 50 metros, mantuvo relaciones comerciales con los pobladores de la cuenca amazónica y el litoral del Pacífico. Trabajaron el oro fino por martillado, con técnicas semejantes a las culturas vecinas.
Simultáneamente, la región fue ocupada por otro grupo, los piartal, cuyos objetos de cerámica, madera, textiles y piezas de orfebrería, sorprenden por el refinamiento de su diseño y por su técnica única en el panorama orfebre regional.
Los descendientes de la cultura capulí, conocidos como tuza (pastor y quillacingas, sintieron la tardía influencia del Imperio incaico, y aún habitaban la zona en la época de la conquista española.